# القرن 24 ق م

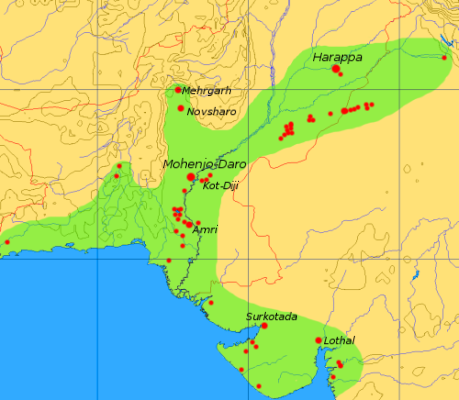
امتداد حضارة وادي السند.

القرن 24 ق.م هو القرن الذي امتد من 2400 ق.م حتى 2301 ق.م.

## شخصيات تاريخية رمزية من القرن 24 ق م
- أوروكاجينا: حكم في حوالي سنة 2400 ق م ويسمى أيضا أوروينيمغنا وكذلك إيركاجينا وهو حاكم سومري لمدينة لكش في بلاد سومر تابع لاوما، نجح باعتلاء الحكم بعد أن ثار مع سكان لكش ضد لوغال أندا الذي ساد الفساد في عصره.
- سرجون الأول:(بالأكادية: «شارّو كِن»، بمعنى الملك الاسد) هو مؤسس السلالة الأكادية[ ؟ ]. امتدت إمبراطوريته الواسعة من عيلام إلى البحر المتوسط، واشتمل ذلك بلاد ما بين النهرين والأناضول. حكم منذ عام 2334 حتى 2279 ق.م.، من عاصمة جديدة وهي الأكادية[ ؟ ]، التي تقع في الضفة اليسرى لنهر الفرات بالقرب من كيش.
- بتاح حتب (بالإنجليزية: Ptahhotp) ptāħ ħwtp، والذي يُعرف أحيانًا باسم بتاح حوتب أو بتاح حُتب، هو مسئول مصري قديم عاش في أواخر القرن الخامس والعشرين قبل الميلاد وأوائل القرن الرابع والعشرين قبل الميلاد. عمل «بتاح حتب» وزيرا في عهد جد كا رع مؤسس الأسرة الخامسة، وله كتاب شهير عن «الأخلاق والسلوك الحسن».